# 特罗梅洛
特罗梅洛（義大利語：Tromello），是意大利帕维亚省的一个市镇。总面积35平方公里，人口3807人，人口密度108.8人/平方公里（2009年）。国家统计（ISTAT）代码为018164。